# Andrei Gennadjewitsch Tscherkassow
Andrei Gennadjewitsch Tscherkassow (russisch Андрей Геннадьевич Черкасов; engl. Andrei Gennadievich Cherkasov; * 4. Juli 1970 in Ufa) ist ein ehemaliger russischer Tennisspieler, der bei den Olympischen Spielen 1992 die Bronzemedaille im Herreneinzel gewann.

## Karriere
Andrei Tscherkassow war bereits in seiner Jugend ein herausragender Tennisspieler. 1987 war er die Nummer 3 bei den Junioren und stand im Finale der US Open, das er gegen den US-Amerikaner David Wheaton mit 5:7 und 0:6 verlor. Im folgenden Jahr begann er seine Profikarriere. Beim Challenger-Turnier in Nyon erreichte er das Halbfinale, in dem er Francisco Clavet unterlag. Zudem wurde er in die sowjetische Davis-Cup-Mannschaft berufen und gegen die Niederlande eingesetzt. Er konnte die Partien gegen Paul Dogger und Mark Koevermans beide gewinnen.
1989 erreichte er gleich zu Beginn des Jahres das Finale beim ATP-Turnier von Sydney, unterlag aber dem US-Amerikaner Aaron Krickstein in zwei Sätzen. Im Laufe des Jahres gewann er die Challenger-Turniere von Porto und Lissabon. Ende 1990 errang er seinen ersten Erfolg bei einem ATP-Turnier. In Moskau setzte er sich mit 6:2 und 6:1 gegen Tim Mayotte durch. Den Titel verteidigte er 1991 gegen Jakob Hlasek und erreichte mit Alexander Wolkow zudem das Finale der Doppelkonkurrenz, das gegen das deutsche Duo Eric Jelen und Carl-Uwe Steeb mit 4:6 und 6:7 verloren ging. Bei den Olympischen Spielen 1992 in Barcelona trat er im Vereinten Team für die Gemeinschaft Unabhängiger Staaten an. Im Einzel-Halbfinale unterlag er Jordi Arrese mit 4:6, 6:7, 6:3 und 3:6. Da der dritte Platz nicht ausgespielt wurde, teilte er sich die Bronzemedaille mit Goran Ivanišević.
1993 stand er noch zwei Mal im Finale eines ATP-Turniers. Danach verlief seine Karriere weniger erfolgreich. Tscherkassow gewann 1995 noch das Challenger-Turnier in Singapur gegen Yasufumi Yamamoto und 1996 das Turnier in Daytona Beach gegen Tommy Haas.
Von 1988 bis zu seinem Karriereende im Jahr 2000 bestritt er im Davis Cup 30 Matches, von denen er 17 gewann.

## Erfolge
| Legende                       |
| Grand Slam                    |
| Tennis Masters Cup            |
| ATP Masters Series            |
| ATP International Series Gold |
| ATP International Series (2)  |
| ATP Challenger Series (6)     |

| ATP-Titel nach Belag |
| Hartplatz (0)        |
| Sand (0)             |
| Rasen (0)            |
| Teppich (2)          |

### Einzel

#### Turniersiege

##### ATP Tour
| Nr. | Datum            | Turnier    | Belag       | Finalgegner  | Ergebnis        |
| --- | ---------------- | ---------- | ----------- | ------------ | --------------- |
| 1.  | 5. November 1990 | Moskau (1) | Teppich (i) | Tim Mayotte  | 6:2, 6:1        |
| 2.  | 4. November 1991 | Moskau (2) | Teppich (i) | Jakob Hlasek | 7:62, 3:6, 7:65 |

##### Challenger Tour
| Nr. | Datum              | Turnier       | Belag     | Finalgegner       | Ergebnis      |
| --- | ------------------ | ------------- | --------- | ----------------- | ------------- |
| 1.  | 23. April 1989     | Porto         | Sand      | Javier Sánchez    | 7:6, 7:5      |
| 2.  | 30. April 1989     | Lissabon      | Sand      | Tomás Carbonell   | 7:6, 6:3      |
| 3.  | 24. September 1995 | Singapur      | Hartplatz | Yasufumi Yamamoto | 6:1, 6:3      |
| 4.  | 8. Dezember 1996   | Daytona Beach | Hartplatz | Tommy Haas        | 7:6, 3:6, 7:5 |

#### Finalteilnahmen
| Nr. | Datum              | Turnier  | Belag     | Finalgegner      | Ergebnis           |
| --- | ------------------ | -------- | --------- | ---------------- | ------------------ |
| 1.  | 15. Januar 1989    | Sydney   | Hartplatz | Aaron Krickstein | 4:6, 2:6           |
| 2.  | 11. Februar 1991   | Brüssel  | Teppich   | Guy Forget       | 3:6, 5:7, 6:3, 6:7 |
| 3.  | 17. Mai 1993       | Bologna  | Sand      | Jordi Burillo    | 6:74, 7:67, 1:6    |
| 4.  | 19. September 1993 | Bukarest | Sand      | Goran Ivanišević | 2:6, 6:75          |

### Doppel

#### Turniersiege
| Nr. | Datum             | Turnier | Belag     | Partner      | Finalgegner                    | Ergebnis      |
| --- | ----------------- | ------- | --------- | ------------ | ------------------------------ | ------------- |
| 1.  | 7. September 1997 | Azoren  | Hartplatz | Gastón Etlis | Nils Holm Lars-Anders Wahlgren | 6:7, 7:5, 6:3 |
| 2.  | 13. Dezember 1997 | Eilat   | Hartplatz | Patrick Baur | Sander Groen Rogier Wassen     | 6:3, 7:6      |

#### Finalteilnahmen
| Nr. | Datum             | Turnier | Belag       | Partner          | Finalgegner                | Ergebnis |
| --- | ----------------- | ------- | ----------- | ---------------- | -------------------------- | -------- |
| 1.  | 20. Mai 1990      | Umag    | Sand        | Andrei Olchowski | Vojtěch Flégl Daniel Vacek | 4:6, 4:6 |
| 2.  | 10. November 1991 | Moskau  | Teppich (i) | Alexander Wolkow | Eric Jelen Carl-Uwe Steeb  | 4:6, 6:7 |